# Valkyrjen
Die bei Schichau im deutschen Elbing gebaute Valkyrjen war der erste Zerstörer der norwegischen Marine, die ihn als Torpedobootjäger (norw. „torpedobåtjager“) bezeichnete. Die finanziellen Mittel für den Bau wurden unter norwegischen Frauen gesammelt, und deswegen erhielt das Schiff seinen Namen und wurde auch oft als das „Damenes Krigsskib“ (Damenkriegsschiff) bezeichnet. Das Schiff genoss in der norwegischen Öffentlichkeit eine überaus große Popularität. Die Valkyrjen wurde 1922 ausgemustert.

## Baugeschichte
Die Einsatzplanung bei Erteilung des Auftrages sah den Kampf gegen kleinere Torpedoboote auf See vor. Dafür war das Schiff jedoch zu langsam und nicht wendig genug. Auch die Bewaffnung war den üblichen Torpedobooten gegenüber nicht wirklich überlegen. Stattdessen wurde das Schiff faktisch das Flaggschiff der neu bestellten 105-t-Torpedoboote 1. Klasse, von denen die ersten drei – Hval, Delfin und Hai – ebenfalls von Schichau geliefert wurden. Sieben weitere Boote dieser Größe wurden dann in Norwegen gebaut, die Boote der Storm- und der Laks-Klasse.
Die Valkyrjen war eine Weiterentwicklung des deutschen Divisionstorpedoboots, dessen vorangehende deutsche Ausführung, die D 9, bei etwa gleicher Verdrängung und gleichen Ausmaßen, allerdings nur einen Schornstein, viel kürzere Masten und eine abweichende Bewaffnung hatte.
Die Valkyrjen war ein Zwei-Schornstein-Schiff mit zwei relativ hohen Masten. Der vordere Mast stand in der Kuhl zwischen Vorschiff und Brücke. Der hintere Mast befand sich ziemlich weit hinten und verfügte über Ladebäume. Die Hauptbewaffnung bestand aus zwei 7,6-cm-L/44-Armstrong-Schnellfeuergeschützen vom Typ N, die auf der Mittschiffslinie am Ende des Vorschiffs unten hinten kurz vor der kleinen Poop aufgestellt waren. Dazu kamen vier 3,7-cm-L/45-Hotchkiss-Maschinenkanonen und zwei 45,0-cm-Decks-Torpedorohre. Die drehbaren Rohre waren auf der Mittschiffslinie zwischen den Schornsteinen bzw. hinter dem hinteren Mast eingebaut.
Bis zur Indienststellung der Draug 1908 blieb die Valkyrjen der einzige Zerstörer der norwegischen Marine. Das völlig veraltete Schiff wurde nie modernisiert, jedoch erst nach dem Ersten Weltkrieg ausgemustert.

## Einsatzgeschichte
Die Valkyrjen machte ihre erste Probefahrt mit einer deutschen Besatzung am 11. Mai 1896 und wurde von dieser anschließend nach Norwegen überführt. Bei einem Zwischenbesuch auf der norwegischen Haupt-Marinebasis Karljohansvern bei Horten wurden letzte Einzelheiten fertiggestellt, ehe das Schiff am 17. Mai 1896 in der Hauptstadt Christiania, dem späteren Oslo, feierlich dem norwegischen Verteidigungsminister übergeben wurde. Zur offiziellen Indienststellung war an den folgenden beiden Tagen die Öffentlichkeit zur Besichtigung eingeladen, wobei insbesondere die Mitglieder des Parlaments (Storting) ihre Aufwartung machten.
1900 nahm sie an dem Besuch eines norwegischen Flottenverbands in Kiel teil, zu dem auch das Küstenpanzerschiff Tordenskjold, das Kanonenboot Frithjof und vier Torpedoboote gehörten. 1901 machte die Valkyrjen eine lange Fahrt entlang der norwegischen Küste mit den Küstenpanzerschiffen Tordenskjold, Harald Haarfagre und Norge.
Bei der Loslösung Norwegens aus der Personalunion mit Schweden 1905 kam es zu keinen Gefechten, obwohl die schwedische Marine etliche ihrer Einheiten in das Kattegat verlegte. Die Valkyrjen war das Flaggschiff von sechs Torpedobooten 1. Klasse, die am Eingang des Oslofjords stationiert wurden, um dort, zusammen mit den vier Küstenpanzerschiffen, einen befürchteten schwedischen Angriff von See auf Oslo und die militärischen und industriellen Installationen in Ostnorwegen abzuwehren (Skagerrak-Geschwader).
Im Ersten Weltkrieg blieb Norwegen neutral und seine Marine beschränkte sich auf den Schutz der norwegischen Hoheitsgewässer. Hieran war die Valkyrjen aktiv beteiligt, hauptsächlich im Rahmen langer Fahrten entlang der Küstenlinie.

## Ende derValkyrjen

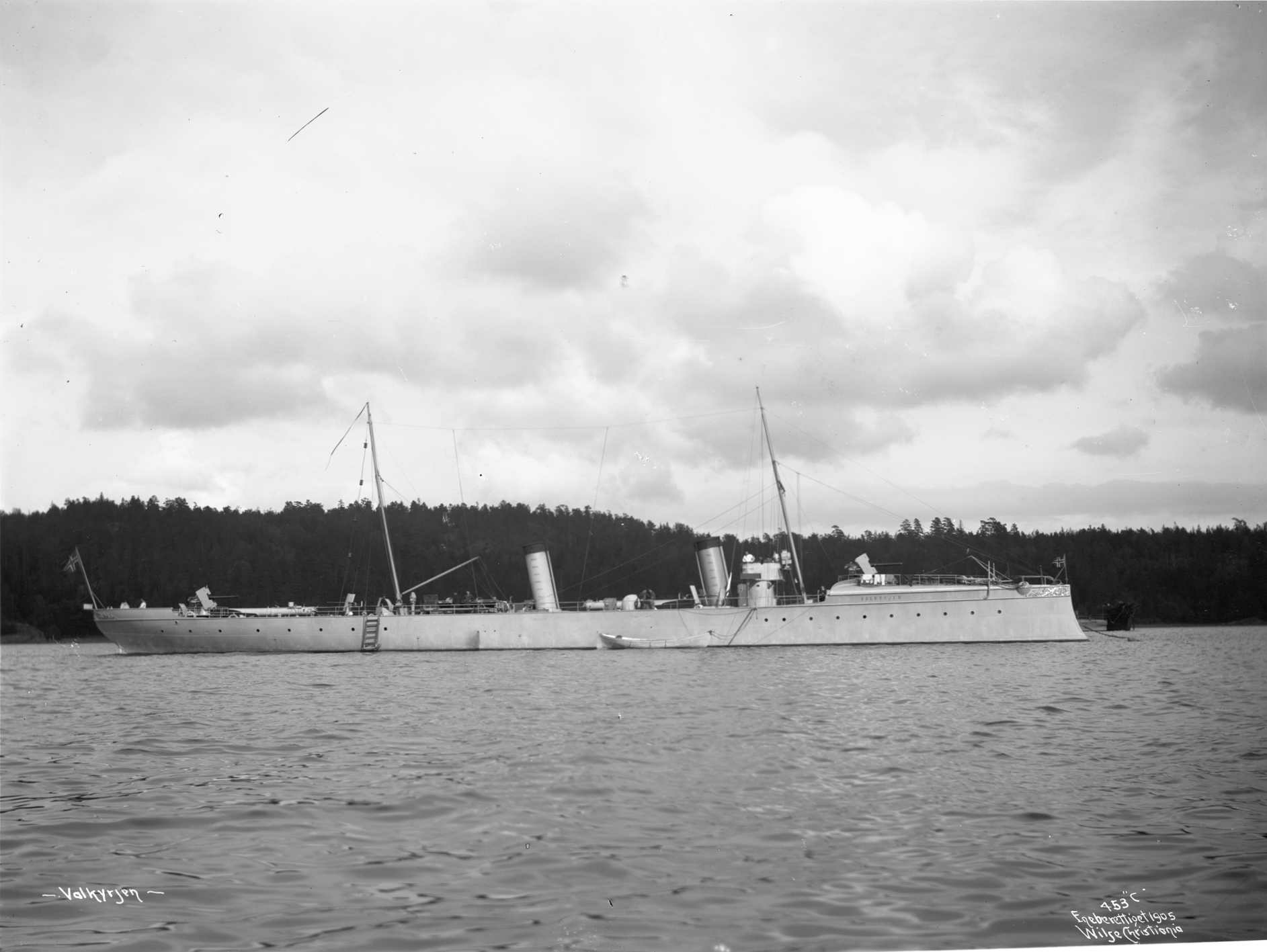
Die Valkyrjen auf Reede (1905)

Nach dem Krieg wurde die Valkyrjen am 27. September 1920 aufgelegt und im Mai 1922 zum Abbruch verkauft, der dann auch im darauf folgenden Jahr durchgeführt wurde. Die Offiziersmesse blieb erhalten und kann im Marinemuseum Horten besichtigt werden, wo auch ein Modell des Schiffes gezeigt wird.

## Sonstiges
Während der längsten Zeit des Ersten Weltkrieges tat der Gründer der heutigen Brunstad Christian Church, Johan Oscar Smith, als Portepee-Unteroffizier auf der Valkyrjen Dienst.